# 曾德林
曾德林（1920年3月—1995年9月28日），原名曾贵元，男，汉族，四川自贡人，中华人民共和国政治人物，曾任重庆大学党委书记、校长，中华人民共和国教育部副部长，中共中央宣传部副部长，中国高等教育学会副会长。

## 生平
1983年5月28日至30日，中国高等教育学会在北京召开成立大会，大会选举了第一届理事会成员，他出任常务理事。